# Atterseebahn
De Atterseebahn is een lokaalspoorweg (tot 2019 Attergaubahn) in Oostenrijk van de firma Stern und Hafferl tussen Vöcklamarkt en Attersee. Het is een "geïsoleerde" lijn, wat in dit geval betekent dat hij niet op andere Stern und Hafferl lijnen aansluit. De lijn bevindt zich in de regio Vöcklabruck, wat tussen de twee andere regio's waar Stern und Hafferl rijdt – Gmunden en Linz – in ligt. De lijn werd op 14 januari 1913 in gebruik genomen. De lengte bedraagt 13,4 km, en de spanning is 750 V. Sinds 2016 rijden er nieuwe lagevloertrams.

## Geschiedenis
De lijn werd geopend in 1913, en ging tot aan de boot. Oorspronkelijk zou er een "Voor-Alpen-baan" komen: Ried im Innkreis - Vöcklamarkt - Attersee, daar met trein en al op een electrische boot naar Weyregg, en dan weer verder naar Gmunden, Vorchdorf, Pettenbach, Steyr, Sankt Florian, en uiteindelijk Linz. 
Door omstandigheden werden slechts delen van dit plan aangelegd. 
De lengte van de Atterseebahn was oorspronkelijk ruim 15 kilometer.
Voor 1970 was er veel goederenverkeer, en daarna steeds minder.

### Na 1970
In 1972 volgde inkorting tot aan het station, omdat men het laatste deel te krap vond voor het autoverkeer. 
De Atterseebahn sluit aan op de ÖBB-spoorlijn, en is daardoor een belangrijke verbinding voor de inwoners en toeristen. De frequentie is de hele week één keer per uur, overdag en in de avond. De toeristen kunnen te Attersee na een korte wandeling de rondvaartboot op, in de zomermaanden, en die is ook van Stern und Hafferl. Kaartverkoop voor de boot vind plaats in het station. Er zijn 13 haltes op de spoorlijn, en in 2015 waren er 301.042 reizigers.

## Raccordement
Er was te Attersee ook een "zijspoor" naar een houtzagerij. Dat ging niet direct naar de houtzagerij, maar wel naar de oever van de Traunsee. Deze firma had namelijk een ponton met rails. Daarmee werden de wagons met een boog een stukje verderop gebracht, alwaar het bedrijf gevestigd was.

## Voertuigen
Sinds 2016 rijden er alleen nog nieuwe lagevloertrams in de normale dienst. 
Het oude treinmaterieel dat er nog is wordt ingezet bij nostalgische ritten en verhuur. De oudste is van 1907; diverse zijn 2e hands.

## Galerij

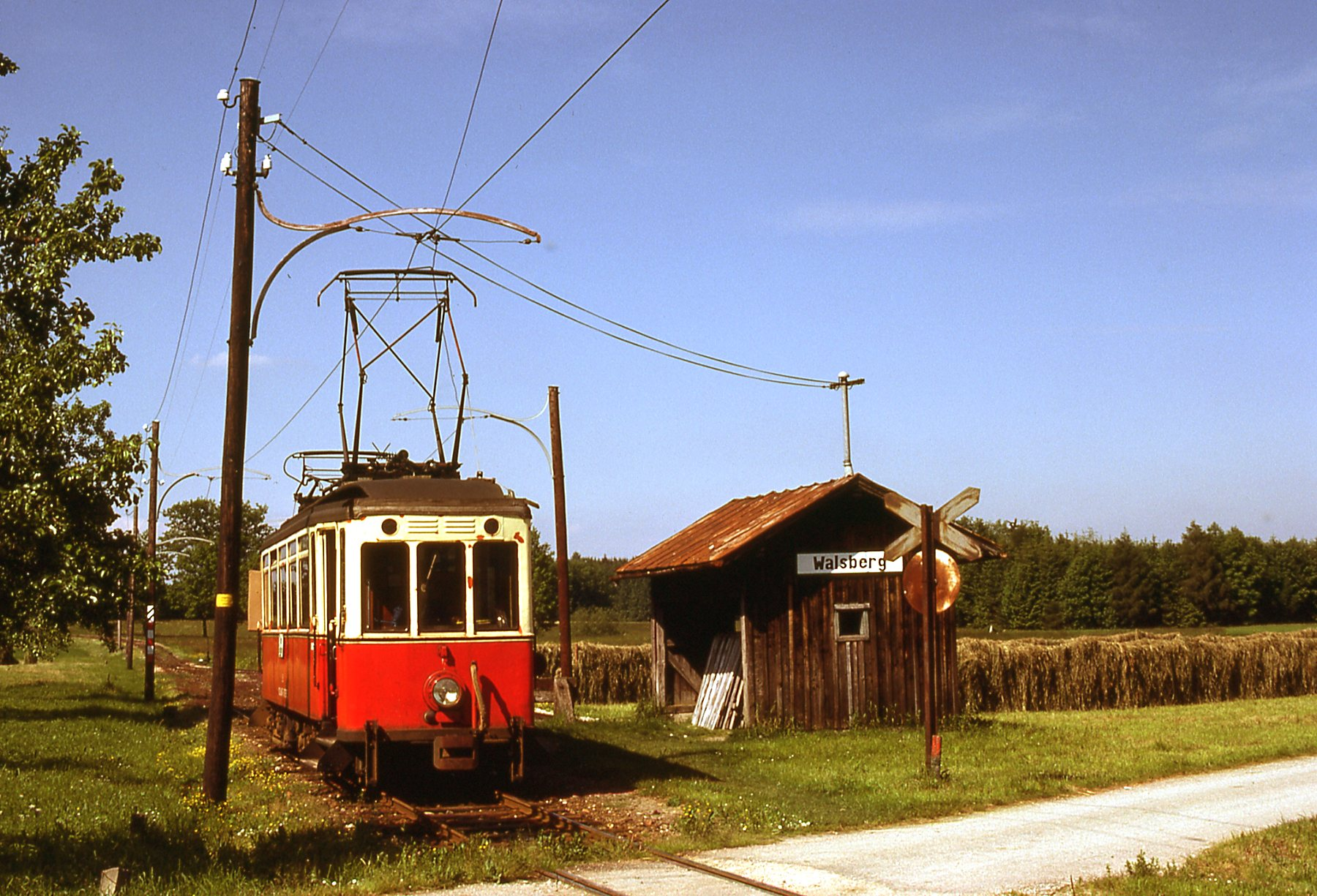
Halte Walsberg (1977)
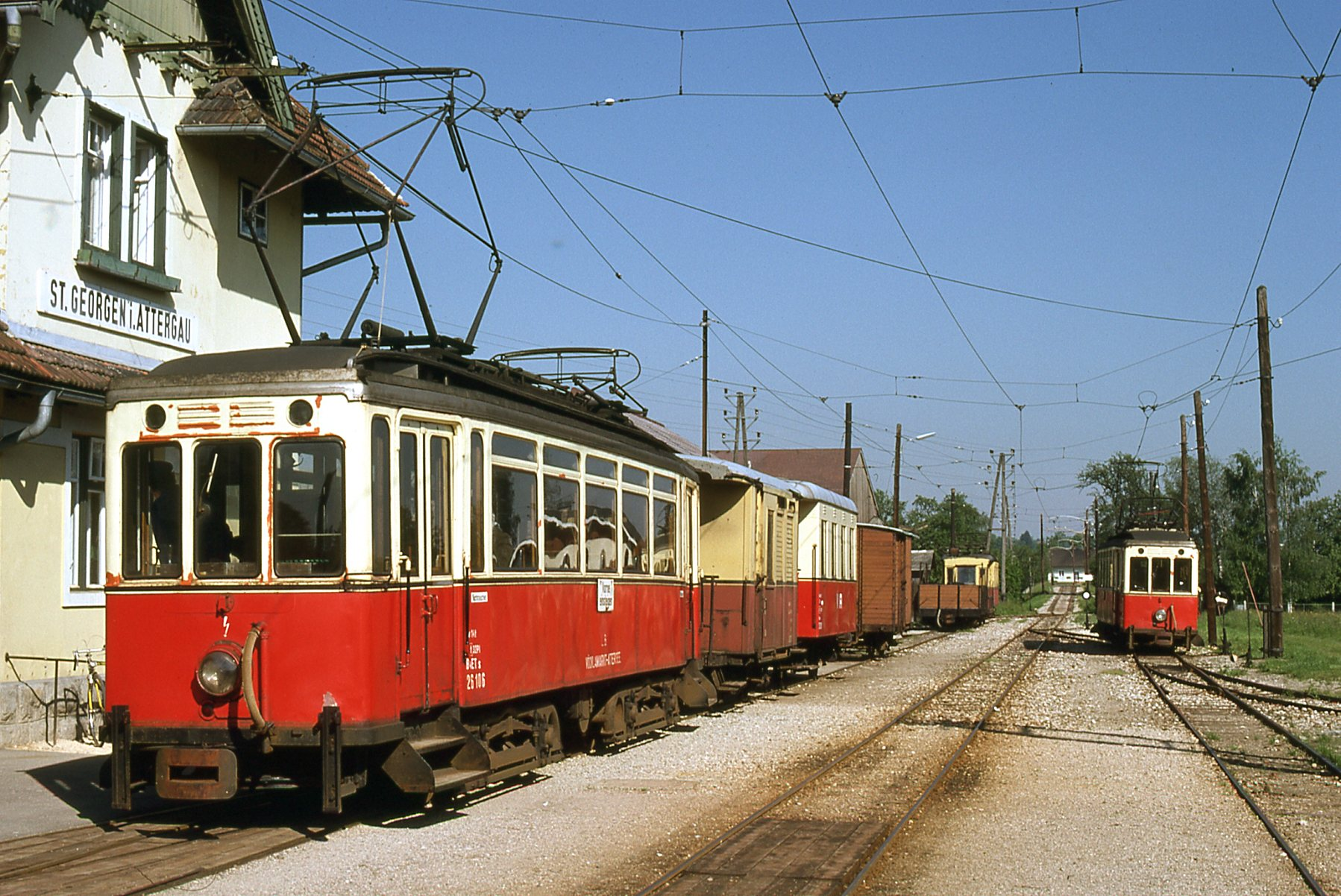
Station St. Georgen im Attergau (1977)
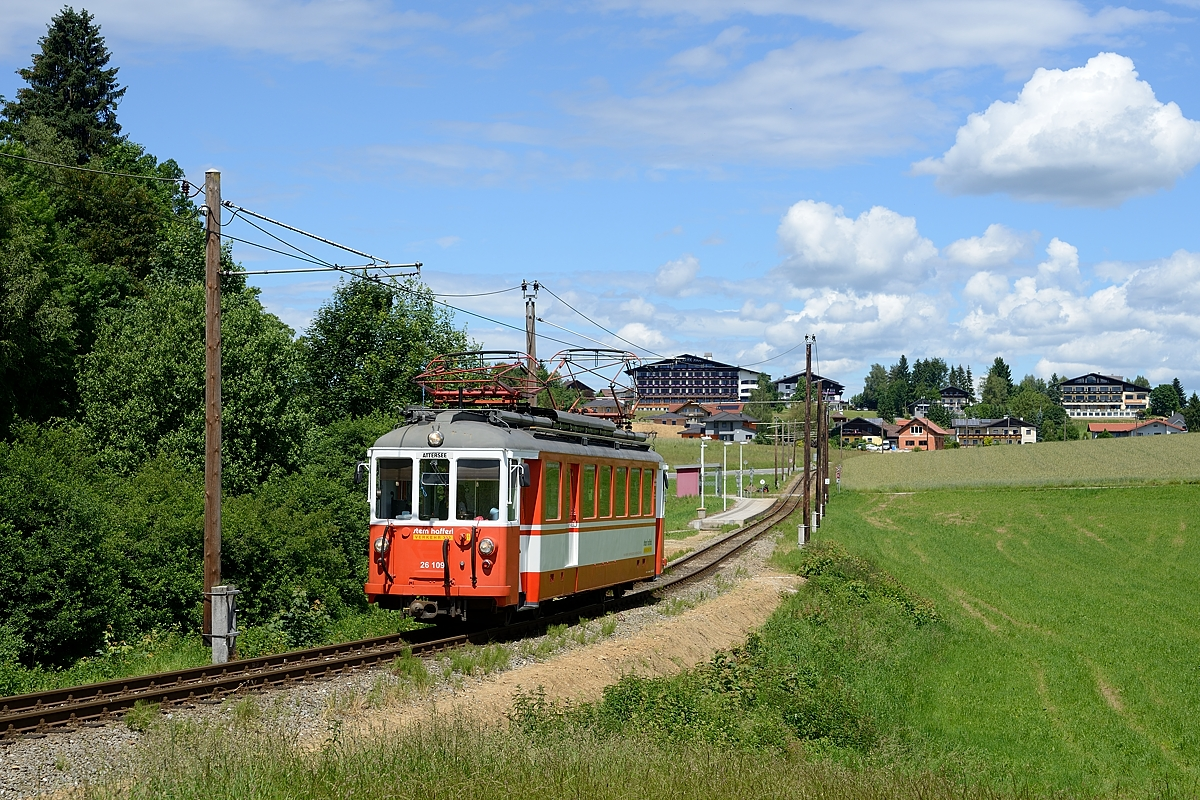
Wagen 26.109 bij Kogl (2016)
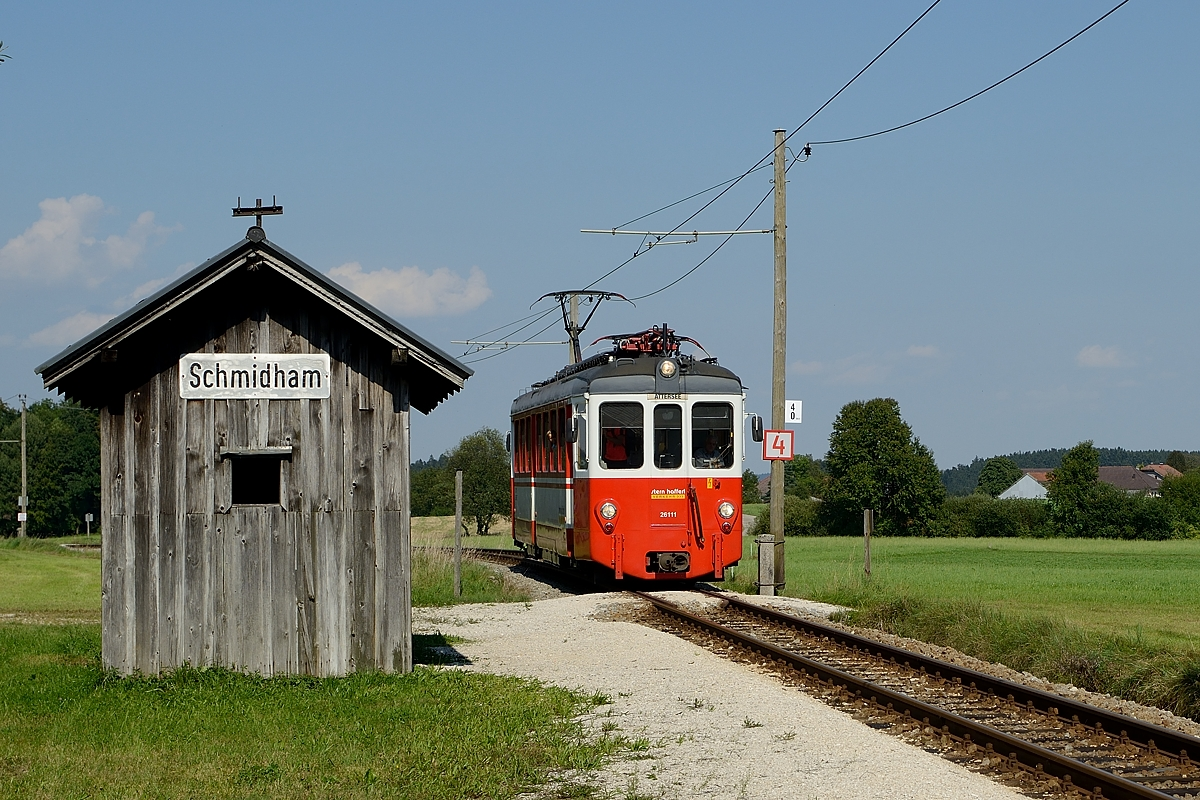
Wagen 26.111 in Schmidham (2016)
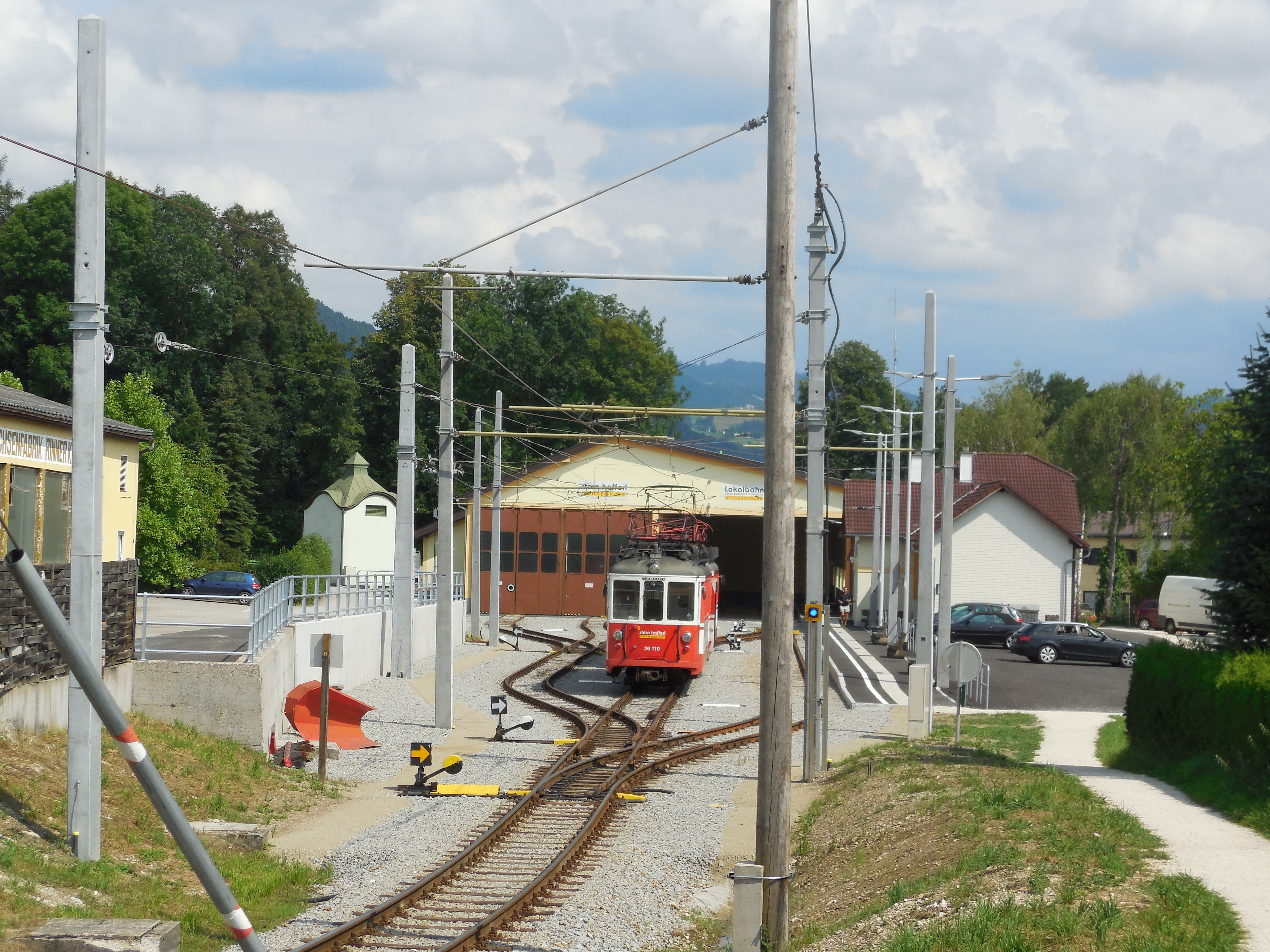
Station Attersee (2015)